# Blinatumomab
Blinatumomab es un medicamento que pertenece al grupo de los anticuerpos monoclonales y aún se encuentra en proceso de estudio. Se desarrollan en Fase I los ensayos clínicos que se están realizando para comprobar su eficacia y seguridad en el tratamiento del linfoma no-Hodgkin, y en Fase II para la leucemia linfoide aguda (2010).

## Estructura y mecanismo de acción

Blinatumomab hace posible la unión del linfocito T a un linfocito B maligno

Blinatumomab hace posible que los linfocitos T reconozcan a los linfocitos B malignos y los aniquilen.
Una molécula de blinatumomab dispone de 2 puntos de unión. Uno de ellos se enlaza al antígeno CD3 de los linfocitos T y el otro al antígeno CD19 de los linfocitos B. Al enlazar estas dos células, activa los linfocitos T que destruyen las células B malignas.

## Uso terapéutico
Los ensayos clínicos que se están realizando han dado buenos resultados, aunque todavía no se han obtenido conclusiones definitivas sobre la eficacia y seguridad del medicamento.